# Zdechovice (okres Hradec Králové)
Obec Zdechovice (německy Zechowitz) leží pět kilometrů východně od města Nový Bydžov v okrese Hradec Králové. Obec má 167 obyvatel.

## Historie
První písemná zmínka o obci Zdechovice pochází z roku 1311, ale název Zdechovice je znám až od roku 1720.

## Hasičský sbor
Dobrovolný hasičský sbor byl založen roce 1895, jeho starostou je Monika Pražáková.